# Emilio Pucci
Emilio Pucci (20 novembre 1914 – 29 novembre 1992) est un créateur de mode italien. 
Surnommé « le prince des imprimés », Emilio Pucci a marqué l'histoire de la mode par ses imprimés pop, ses couleurs flashy ainsi que ses motifs graphiques qui ont inspiré la mode des années 1960.

## Biographie

### Enfance et études
Issus d'une lignée de la noblesse florentine, le marquis Emilio Pucci di Barsento nait le 20 novembre 1914 à Naples. Habitant le palais familial dans la capitale toscane, il grandit dans le monde de l'aristocratie florentine. Comme tout enfant de bonne famille de l'époque, il pratique de nombreux sports jusqu'à parvenir à un niveau professionnel. Après s'être essayé à la natation, au tennis et à la course automobile, il devient l'un des skieurs de l'équipe olympique italienne et représente son pays aux Jeux olympiques de 1932. 
Côté études, il est attiré par la politique. Il étudie donc à Milan où il obtient un doctorat en sciences politiques en 1937. Mais sous la pression familiale, il intègre l'Air Force à la fin de ses études en 1938. D'abord bombardier, il devient Capitaine durant la Seconde Guerre mondiale. Fasciste, il se rapproche de la famille Mussolini durant le conflit allant jusqu'à devenir le confident d'Edda Ciano, la fille aînée du Duce. C'est d'ailleurs lui qui permettra à Edda de passer la frontière suisse le 9 janvier 1944.  Pour cela il sera arrêté et torturé par les Allemands. Emilio Pucci sera décoré pour sa bravoure à la fin de la guerre.

### De l'armée à la couture
À côté de ses carrières politique et militaire, Emilio Pucci est aussi styliste. Il confectionne des vêtements, en particulier des vêtements de sport, dès ses années à l'université et dessine des modèles pour lui et ses amis. Il se fait remarquer en créant des combinaisons en stretch pour l'équipe italienne olympique de ski. Mais c'est en 1947 que sa carrière prend un tournant. Pour la une du magazine Harper's Bazaar, Toni Frissell photographie une amie d'Emilio Pucci dans la station suisse de Zermatt, descendant une piste de ski vêtue d'une combinaison moulante imaginée par Pucci. Le rédacteur en chef du magazine le sollicite immédiatement pour concevoir une série de vêtements et d'accessoires pour une séance de photos de mode.
Il reçoit alors de nombreuses offres qui le poussent à monter sa marque. C'est ainsi qu'il ouvre en 1948 sa propre maison à Capri.

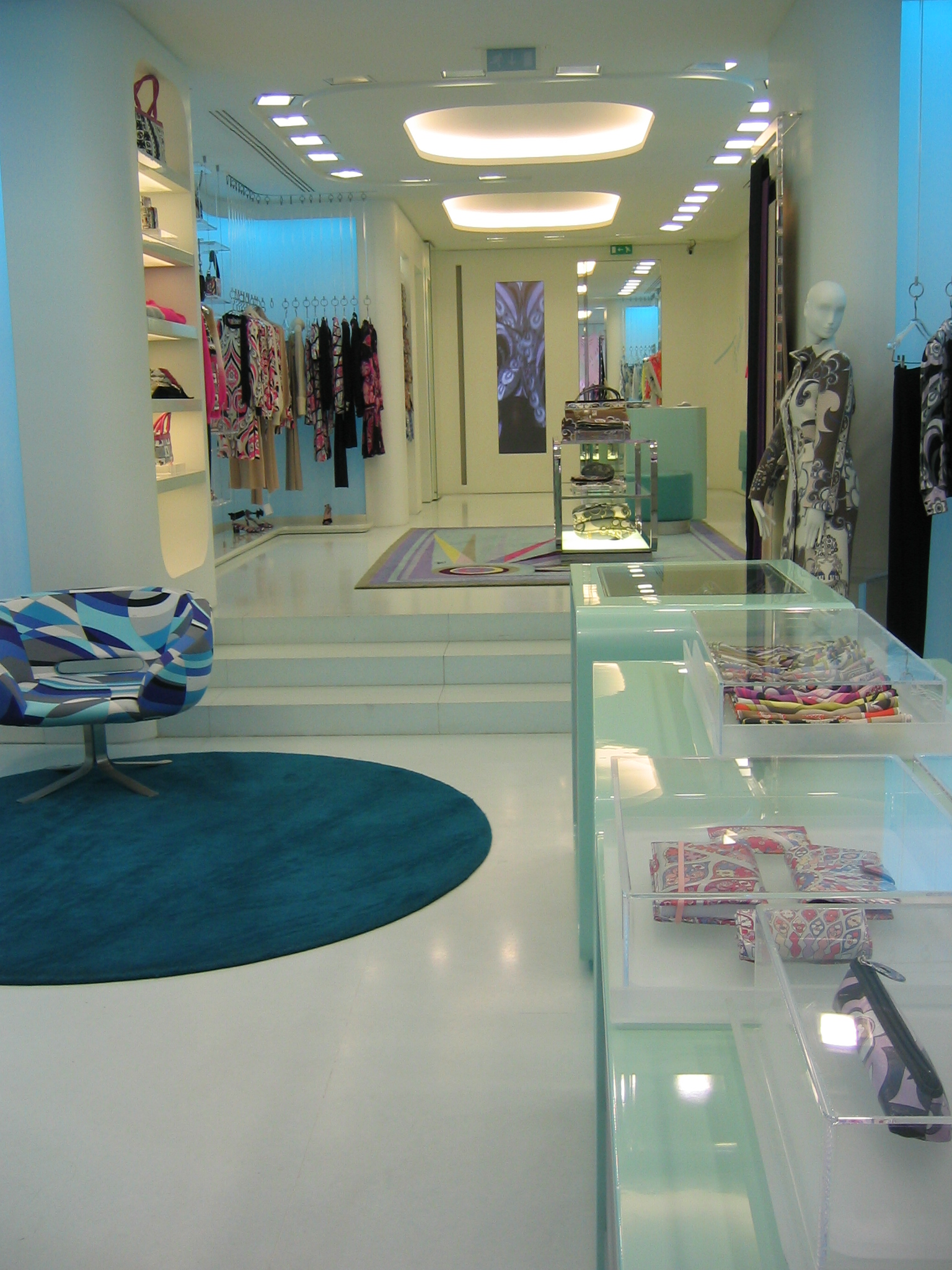
Intérieur de la boutique Emilio Pucci à Paris

### Les années 1950-1960: La consécration
Son style s'adresse à une clientèle riche et fêtarde. Sa première collection rencontre un succès considérable dans le milieu de la jet-set. Il est notamment aidé par ses connaissances influentes de l'aristocratie florentine dans un milieu où la mondanité est essentielle. En 1950, Emilio Pucci reçoit deux prix prestigieux :  le Neiman Marcus Award et le Burdine's Sunshine Award. C'est alors la consécration à l'international.
Il se lance alors dans le prêt-à-porter avec succès. Ses collections constituées de vêtements d'été glamours, féminins et gais séduisent les plus grandes stars. Marilyn Monroe succombera elle aussi aux créations Pucci, asseyant la renommée de la maison à travers le monde. En 1959, le créateur épouse la baronne Cristina Nannini. La même année, il lance sa première ligne de lingerie. Il ne cessera alors de diversifier ses collections en lançant une ligne soir, une ligne de chaussures, de design d'intérieur.
Son style se caractérise par des imprimés flashy et colorés associés à une matière stretch. Ses tenues glamours et féminines aux couleurs acidulées et aux motifs psychédéliques sont graphiques  et très gaies. Parmi ses succès on peut noter les « capri pants » et les robes en soie imprimées. Surnommé « le prince des imprimés », il devient le créateur emblématique des années 1960-1970.

### Les années 1980: L'essoufflement
Après un succès international qui a duré plus de deux décennies, l'engouement autour de la maison Pucci s'essouffle. Emilio Pucci décède le 29 novembre 1992 à Florence alors que sa marque est tombée en désuétude.

## La maison Pucci après la disparition du créateur

### Les années 1990: La traversée du désert
Tombée en pleine désuétude, la marque ne se porte pas très bien. C'est Laudomia Pucci, la fille du créateur, qui reprend la création de la marque et qui fait participer pour la première fois la maison à la fashion week de Milan. Cependant, le succès n'est plus au rendez-vous.

### Les années 2000: Le renouveau
Au début des années 2000, Laudomia Pucci décide de se retirer des affaires et vend la majorité de ses parts à LVMH. C'est alors Julio Espada qui devient directeur artistique de la maison. Mais il commet une erreur en délaissant l'imprimé typique Pucci. Le succès n'est toujours pas de retour.
En 2003, c'est le couturier français Christian Lacroix qui arrive à la tête de la direction artistique de la marque. Il reprend les basiques du style Pucci et dépoussière la marque. Les collections font alors parler d'elles et Pucci revient au devant de la scène. Trois ans plus tard, en 2006, c'est Matthew Williamson qui succède à Christian Lacroix et qui perdure l'esprit Pucci par des collections toujours aussi colorées, féminines et glamours.

## La carrière politique du créateur
Parallèlement à son succès dans le monde de la mode, Emilio Pucci a poursuivi une carrière dans la politique italienne. Lors des élections d'avril 1963, le créateur représente le parti libéral italien et arrive second derrière Vittorio Fossombroni. En 1965, il entre au parlement italien. Il occupe alors le poste de député jusqu'en 1972.

## Le Style Pucci
Emilio Pucci propose des collections glamours, chics et féminines. Ses créations sont faciles à porter, les motifs occupent une place importante. Ils sont graphiques, pop et psychédéliques avec des couleurs vives, acidulées et gaies.
Avant-gardiste, il conçoit de nouveaux vêtements comme des toques en plexiglas pour les hôtesses de l'air de la compagnie Braniff ou encore les premiers pantalons stretch pour femmes enceintes.